# 28Hse
28Hse地產資訊有限公司，簡稱28Hse 香港屋網，成立於2005年，是香港地產資訊平台，網頁提供包括買樓、租樓、新盤、物業估價、服務式住宅、屋苑成交及新聞等資訊。2021年12月17日，28Hse收購地產資訊平台Squarefoot，全面接手網站運作。
在2022年，28HSE新增電子租約功能，簡單易用，方便業主、租客及地產代理使用。
2025年，28Hse與港大經管學院經濟學講師何志培博士推出易發樓價指數(Eva Property Index, EPI)及易發租金指數(Eva Rental Index, EPI)，旨在反映香港樓價及租金的整體趨勢。兩個指數逢星期五下午4時在28Hse網站(28hse.com)更新，反映對上一週的二手樓價趨勢。
易發樓價指數 EPI
易發樓價指數分為 4個地區指數，包括香港島、九龍、新界東及新界西，並記錄自 2010年1月的買賣記錄，以2016年1月為基準點，當時指數值為100。指數數據結合「土地註冊處的實際成交數據」與「市場即時交易資訊」，並使用特徵價格法進行質量調整，從而得出更具參考價值的二手樓價指數。
易發租金指數 ERI
易發租金指數分為 4個地區指數，包括香港島、九龍、新界東及新界西，並記錄自 2010年1月的租賃記錄，以2016年1月為基準點，當時指數值為100。